# Marlowe (Literaturpreis)
Der Marlowe war ein deutscher Literaturpreis für Kriminalliteratur, der zwischen 1992 und 2002 von der Raymond-Chandler-Gesellschaft (Deutschland) e.V. in mehreren Kategorien verliehen wurde. Philip Marlowe ist der wichtigste Protagonist in den Romanen des amerikanischen Schriftstellers Raymond Thornton Chandler (1888–1959) und der Namensgeber des undotierten Preises.
Die von Literatur- und Sprachwissenschaftlern 1991 gegründete Gesellschaft legte einige Hauptkriterien fest, die für das jeweils auszuzeichnende Werk galten: Es musste eine überzeugende literarische Qualität aufweisen, einen wertvollen Beitrag zur Kriminalliteratur leisten und letztlich von Originalität und anspruchsvollem Inhalt getragen sein. Juroren waren Wissenschaftler des Vereins, aber auch Kritiker, Autoren und andere Personen.

## Kategorien
| Kategorie                               | verliehen von – bis |
| --------------------------------------- | ------------------- |
| Bester Kriminalroman – International    | 1992–1999           |
| Bester Kriminalroman – National         | 1993–2002           |
| Beste Kriminalkurzgeschichte – National | 1996–2002           |

## Preisträger

### Bester Kriminalroman – International
Für diese Kategorie wurde ausschließlich die fremdsprachige Originalausgabe bewertet. Für die Juroren war eine eventuell vorhandene deutsche Übersetzung nicht von Bedeutung, sie lag in der Regel erst später – oder gar nicht – vor.
| Jahr | Preisträger/-in     | Originaltitel Verlag, Ort Jahr                                          | Deutscher Titel Verlag, Ort Jahr 1      |
| ---- | ------------------- | ----------------------------------------------------------------------- | --------------------------------------- |
| 1992 | Michael Z. Lewin    | Called by a Panther Mysterious Press, New York 1991                     | Anruf vom Panther Diogenes, Zürich 1992 |
| 1993 | Sara Paretsky       | Guardian Angel Delacorte Press, New York 1992                           | Eine für alle Piper, München 1993       |
| 1994 | Minette Walters     | The Sculptress Macmillan, London 1993                                   | Die Bildhauerin Goldmann, München 1995  |
| 1995 | Lawrence Block      | The Burglar Who Traded Ted Williams Thorndike Press, Waterville/ME 1994 |                                         |
| 1996 | Simon Beckett       | Animals Allison & Busby, London 1995                                    | Tiere Rowohlt, Reinbek 2011             |
| 1997 | Michael Connelly    | The Poet Little, Brown & Co., New York 1996                             | Der Poet Heyne, München 1998            |
| 1998 | Liza Cody           | Musclebound Bloomsbury, London 1997                                     | Blüten für Mama Goldmann, München 1998  |
| 1999 | George P. Pelecanos | The Sweet Forever Little, Brown & Co., New York 1998                    | Eine süße Ewigkeit DuMont, Köln 2003    |

### Bester Kriminalroman – National
| Jahr | Preisträger/-in       | Titel                            | Verlag                                 |
| ---- | --------------------- | -------------------------------- | -------------------------------------- |
| 1993 | Robert Brack          | Das Mädchen mit der Taschenlampe | Edition Nautilus, Hamburg 1992         |
| 1994 | Christine Grän        | Marx ist tot                     | Rowohlt, Reinbek 1993                  |
| 1995 | Thea Dorn             | Berliner Aufklärung              | Rotbuch, Hamburg 1994                  |
| 1996 | Frank Goyke           | Dummer Junge, toter Junge        | Schwarzkopf & Schwarzkopf, Berlin 1995 |
| 1997 | Jürgen Alberts        | Der große Schlaf des J.B. Cool   | Haffmans, Zürich 1996                  |
| 1998 | Horst Eckert          | Aufgeputscht                     | Grafit, Dortmund 1997                  |
| 1999 | Hans Schmidt Petersen | Die Täuscher                     | Bastei Lübbe, Bergisch Gladbach 1998   |
| 2000 | Monika Geier          | Wie könnt ihr schlafen           | Argument, Hamburg 1999                 |
| 2001 | Roger M. Fiedler      | Dreamin’ Elefantz                | Rotbuch, Hamburg 2000                  |
| 2002 | Jan Costin Wagner     | Nachtfahrt                       | Eichborn, Frankfurt am Main 2001       |

### Beste Kriminalkurzgeschichte – National
| Jahr | Preisträger/-in    | Titel                     | Anthologie Verlag, Ort Jahr                                                         |
| ---- | ------------------ | ------------------------- | ----------------------------------------------------------------------------------- |
| 1996 | Tatjana Kruse      | Cool-Man schlägt zu       | Der Mörder kommt auf sanften Pfoten (Hrsg. Leo P. Ard), Grafit, Dortmund 1995       |
| 1997 | Robert Brack       | Das Osterhasen-Wochenende | Bloody Bunny (Hrsg. Janwillem van de Wetering), Rowohlt, Reinbek 1996               |
| 1998 | Karina Lübke       | Wünsch dir was            | Eine Leiche zum Geburtstag (Hrsg. Janwillem van de Wetering), Rowohlt, Reinbek 1997 |
| 1999 | Carmen Korn        | Der Tod in Harvestehude   | Schwarze Hefte Nr. 8 Hamburger Abendblatt, Hamburg 1998                             |
| 2000 | Annette Döbrich    | Modell Venus              | Zehn mörderische Wege zum Glück (Hrsg. Sara Paretsky), Rowohlt, Reinbek 1999        |
| 2001 | Birgit H. Hölscher | Süsser Sumpf              | Schwarze Hefte Nr. 27 Hamburger Abendblatt, Hamburg 2000                            |
| 2002 | Robert Lynn        | Der Samurai im Elbberg    | Schwarze Hefte Nr. 31 Hamburger Abendblatt, Hamburg 2001                            |

## Einzelnachweis und Anmerkungen
1. ↑  Verschiedene Internetseiten, so z. B. Krimi-Couch.de
(URL: http://www.krimi-couch.de/krimis/page,krimi-autoren-a-z,letter,b.html (unter Block, Lawrence, abgerufen am 11. Januar 2012)) bezeichnen den Preis fälschlich „Philip Marlowe Preis“.
Im englischen Sprachraum ist die Kategorie Bester Kriminalroman auch auffindbar als Raymond Chandler Society Best Crime Novel.
2. ↑  William Adamson (Hrsg.): Raymond Chandler-Jahrbuch 1. Andreas-Haller-Verlag, Passau 1996, S. 109.
3. ↑  Die Verlags- und Jahresangaben beziehen sich auf die Original- bzw. deutschen Erstausgaben
4. ↑  Die Verlags- und Jahresangaben beziehen sich auf die deutschsprachigen Originalausgaben
5. ↑  In der DNB als Hans S. Petersen verzeichnet
6. ↑  Die Verlags- und Jahresangaben beziehen sich auf die deutschsprachigen Originalausgaben